# Koya Fujii
Koya Fujii (japanisch 藤井 皓也 Fujii Koya; * 29. August 2001 in der Präfektur Aichi) ist ein japanischer Fußballspieler.

## Karriere
Koya Fujii erlernte das Fußballspielen in der Jugend des AS Laranja Toyokawa, in der Schulmannschaft der Shizuoka Gakuen High School sowie in der Universitätsmannschaft der Chūkyō-Universität. Von Mitte Mai 2023 bis Saisonende 2023 wurde er von der Universität an den Zweitligisten Roasso Kumamoto ausgeliehen. Während der Ausleihe kam er jedoch in der Liga nicht zum Einsatz. Nach der Ausleihe wurde er von Roasso Kumamoto im Februar 2024 fest unter Vertrag genommen. Sein Zweitligadebüt für den Verein aus Kumamoto gab Koya Fujii am 3. März 2024 (2. Spieltag) im Heimspiel gegen Thespakusatsu Gunma. Bei dem 1:1-Unentschieden wurde er in der 75. Minute für Chihiro Konagaya eingewechselt.